# 周岭
周岭（1949年—），著名红学家、编剧。出生于书香世家，家族里就有研究《红楼梦》的传统。是1987版电视剧《红楼梦》的编剧，也担任了2010年版《红楼梦》的顾问，CCTV《百家讲坛》主讲学者。

## 概述
- 1974年进入安徽师范大学淮北分校中文系汉语言文学专业学习，1977年毕业留校任教。
- 70年代未，考入杭州大学中文系古典文学专业，受师蔡义江和刘操南的指导，开始研究红楼梦。
- 1981年参加在济南举行的红楼梦学术研讨会，以一篇对贾元春判词的新解而在国内红学界崭露头角。此后从安徽煤炭师范学院调入到红楼梦研究所。
- 1983年出任1987年版《红楼梦》的编剧，主要负责秦可卿部分和后40回的编剧工作，另外还兼任剧本的统一定稿工作。
- 1987年担任红楼梦文化艺术展的总体设计。
- 1988年担任中国红楼梦文化艺术代表团秘书长，出访新加坡。
- 1990年专研大型科研课题“曹雪芹与红楼梦”
- 1990年代，开始从商，不过依然从事部分红楼梦研究工作。
- 1997年校注《红楼梦》，由百花文艺出版社出版。
- 2006年担任2010年版《红楼梦》的顾问
- 2006年主编《红楼梦中人－红楼小百科》，由作家出版社出版。
- 2007年《百家讲坛》主讲《曹雪芹》、《《红楼梦》中的端午节、春节》。

## 其它
2007年，担任大型选秀活动红楼梦中人的评委，肯定了海选这一选拔演员的形式。
对于1987年版《红楼梦》结局仓促的问题，周岭表示主要是资金短缺，起了矛盾，不得不草草收场。